# Rolandwerft Typ 0
Der Typ 0 der Rolandwerft in Bremen markierte den Grundstein mehrerer Serienfrachtschiffstypen der Werft.

## Geschichte
Am 1. Juli 1972 übernahm Detlef Hegemann die in Konkurs gegangenen Rolandwerft in Bremen-Hemelingen. Der Schiffbau wurde aber erst 1977 mit dem Typschiff Verena wieder aufgenommen. Auftraggeber war die Reederei Thekla Schepers aus Haren (Ems). Der Typ 0 ist als Fluss-Seeschiff vorwiegend für den Betrieb in der kleinen Fahrt bis in die Außenreviere verschiedener europäischer Flüsse konzipiert. Die Abmessungen, wie beispielsweise die Höhe der Aufbauten und der Back sind auf die Besonderheiten dieses Einsatzes abgestimmt. Der Typ 0 bildete die Grundlage zur Entwicklung der Typen 1, 2 und 3.

## Technik
Der Antrieb der Baureihe besteht aus einem 442 kW leistenden Deutz-Viertakt-Dieselmotor, der über ein Untersetzungsgetriebe auf einen Verstellpropeller wirkt.